# Zbiornik Cierlicki
Zbiornik Cierlicki (cz. Vodní nádrž Těrlicko) – zbiornik zaporowy utworzony przez spiętrzenie wód rzeki Stonawki na obszarze gminy Cierlicko, w kraju morawsko-śląskim w Czechach. Wybudowany w latach 1955–1964 w celu zaspokojenia potrzeb w wodę przemysłową kopalń Zagłębia Ostrawsko-Karwińskiego i huty w Trzyńcu. Pełni również funkcję przeciwpowodziową oraz rekreacyjną. Powierzchnia zbiornika wynosi 267,6 ha, a pojemność 27,4 miliona m³.
Budowa tamy miała poważny wpływ na gminę. Zalanych zostało 141 budynków, w tym wiele użyteczności publicznej wraz z kościołem oraz miejscowy odcinek drogi krajowej nr 11 z Czeskiego Cieszyna do Ostrawy. Z czasem Cierlicko przeobraziło się w miejscowość turystyczną, jest popularnym ośrodkiem sportów wodnych.